# Психикон (Аттика)
Психико́н (греч. Ψυχικόν ή Ψυχικό, ή Παλαιό Ψυχικό) — малый город в Греции, северный пригород Афин. Расположен на высоте 190 метров над уровнем моря, на Афинской равнине, на восточном склоне хребта Турковуния, в 5 километрах к северо-востоку от центра Афин, площади Омониас. Административный центр общины (дима) Филотеи-Психикон в периферийной единице Северные Афины в периферии Аттика. Население 9529 жителей по переписи 2011 года. Площадь 2,776 квадратного километра.
Название город получил от греч. ψυχικό «милосердие».
Город основан в 1897 году (ΦΕΚ 59Β) как Психико (Ψυχικό), в 1920 году получил название Психикон. Сообщество создано в 1929 году (ΦΕΚ 376Α), в 1982 году (ΦΕΚ 98Α) создана община.
По юго-восточной окраине города проходит проспект Кифисьяс. Город обслуживается внешними станциями Афинского метрополитена «Панорму» и «Катехаки».
В 1937 году король Георг II купил в Психиконе роскошный особняк, известный как «Дворец Фредерики» для принца Павла и его супруги Фредерики. Владельцем дворца является миллиардер Стелиос Хаджи-Иоанну, основатель EasyJet.
В городе находится кампус Колледжа Психикона (Κολλέγιο Ψυχικού) фонда Hellenic-American Educational Foundation (HAEF) и шесть больших скульптур Йоргоса Зонголопулоса.
В Психиконе находятся посольства: Австрии, Афганистана, Болгарии, Венгрии, Венесуэлы, Вьетнама, Ватикана, Грузии, Иордании, Китая, Кувейта, Израиля, Ирака, Ирана, Исландии, Ливана, Ливии, Польши, Республики Македония, России, Саудовской Аравии, Словении, Тайваня и Таиланда.

## Население
| Год  | Население, человек |
| ---- | ------------------ |
| 1920 | 64                 |
| 1928 | 390                |
| 1940 | 2377               |
| 1951 | 3707               |
| 1961 | 7209               |
| 1971 | 9053               |
| 1981 | 10 775             |
| 1991 | 11 019             |
| 2001 | 11 046             |
| 2011 | ↘ 9529             |